# ارنست فون ولتسوگن
ارنست فون وُلتسوگن (آلمانی: Ernst von Wolzogen؛ ‏ ۲۳ آوریل ۱۸۵۵ – ۳۰ ژوئیهٔ ۱۹۳۴) مؤلف، نویسنده و منتقد فرهنگی اهل آلمان بود.
ارنست فون وُلتسوگن در خانواده‌ای از اشراف‌زادگان اتریشی به‌دنیا آمد و در رشته‌های ادبیات، فلسفه و تاریخ هنر در استراسبورگ و لایپزیگ تحصیل کرد. او در سال ۱۸۸۲ به برلین رفت و به‌عنوان ویراستار در یک بنگاه نشر مشغول به کار شد و بعدها به نویسنده‌ای مستقل مبدل شد. ارنست از سال ۱۸۹۲ تا ۱۸۹۹ میلادی، ساکنِ مونیخ بود و در آنجا، یک انجمن ادبی را به نام «انجمن ادبی آزاد» پایه‌گذاری نمود. وی سپس در سال ۱۸۹۹ به برلین بازگشت و در آنجا کاباره‌ای را به نام «اَبَـرکاباره» (Überbrettl) بنیان نهاد که عنوانش در واقع، بازی واژگانی با ابرانسان (Übermensch) فریدریش نیچه بود.
از فیلم‌هایی که وی در آن‌ها نقش داشته است، می‌توان به اگر موسیقی نبود اشاره نمود.